# Puchar Świata Siłaczy 2006: Grodzisk Mazowiecki
Puchar Świata Siłaczy 2006: Grodzisk Mazowiecki – siódme w 2006 r. zawody
siłaczy z cyklu Puchar Świata Siłaczy.
Data: 26 listopada 2006 r.

Miejsce: Grodzisk Mazowiecki  Polska
Konkurencje:
WYNIKI ZAWODÓW:
| Miejsce | Zawodnik             | Kraj              | Punkty           |
| ------- | -------------------- | ----------------- | ---------------- |
| 1.      | Mariusz Pudzianowski | Polska            | 71               |
| 2.      | Sebastian Wenta      | Polska            | 53               |
| 3.      | Stojan Todorczew     | Bułgaria          | 50,5             |
| 4.      | Jarosław Dymek       | Polska            | 47               |
| 5.      | Sławomir Toczek      | Polska            | 46               |
| 6.      | Raivis Vidzis        | Łotwa             | 44               |
| 7.      | Kevin Nee            | Stany Zjednoczone | 42               |
| 8.      | Elbrus Nigmatullin   | Rosja             | 34,5             |
| 9.      | Tarmo Mitt           | Estonia           | 31               |
| 10.     | Terry Hollands       | Anglia            | 30               |
| 11.     | Jessen Paulin        | Kanada            | 14               |
| 12.     | Rene Minkwitz        | Dania             | 0 (kontuzjowany) |